# Barringer (månkrater)
För andra betydelser, se Barringer.
Barringer är en nedslagskrater på månen. Barringer har fått sitt namn efter den amerikanske geologen Daniel Barringer.

## Satellitkratrar
| Barringer | Latitud | Longitud | Diameter |
| --------- | ------- | -------- | -------- |
| A         | 26.5° S | 148.8° V | 19 km    |
| B         | 25.0° S | 150.3° V | 24 km    |

Tidigare räknades även kratrarna Scobee (Barringer L) och Smith (Barringer M) som satellit kratrar.